# 澳洲黑頭魚
澳洲黑頭魚，為輻鰭魚綱黑头鱼目黑頭魚科的其中一種，為深海魚類，分布於全球熱帶到溫帶海域，棲息深度1000-2600公尺，體長可達60公分，棲息在底層水域，生活習性不明。

## 扩展阅读
維基物種上的相關：澳洲黑頭魚